# 白果华白珠
白果华白珠（学名：Gaultheria sinensis var. nivea）是杜鹃花科白珠树属华白珠的变种。分布于中国大陆的四川、西藏、云南等地，目前尚未由人工引种栽培。